# A régi magyar irodalom története (Horváth Cirill)
A régi magyar irodalom története egy nagy terjedelmű 19. század végi magyar irodalomtörténeti kézikönyv, szerzője Horváth Cirill József irodalomtörténész.
Horváth Cirill 1899-ben jelentette meg mintegy 750 oldalas, fekete-fehér képekkel gazdagon illusztrált szintézisét a Bessenyei György fellépése előtti, úgynevezett régi magyar irodalomról. Művét a művelt nagyközönségnek szánta; képekkel díszített hatalmas kötete hasonlított a Beöthy–Badics-féle irodalomtörténethez, de annál jóval egységesebb szellemű és egyenletesebb kidolgozású volt. A vonzó stílusban megírt könyv lapjain a legrégibb időktől Bessenyei György fellépéséig tárta fel a magyar irodalom történetét, anyagában kevesebbet adott Bodnár Zsigmond irodalomtörténeténél, megbízhatóságban többet. Bár aránylag igen rövid idő állt a szerző rendelkezésére, feladatát tetszetősen oldotta meg: mellőzött minden száraz tárgyalást, közvetlen hangon tájékoztatta olvasóit a régi magyar világ irodalmi terméséről. A tartalmi ismertetésekre, igen helyesen, nagy hangsúlyt fektetett; ezeknek a hangulatos tartalmi tájékoztatásoknak még a szakemberek is nagy hasznát látták; általában tapintatosan egyesítette önálló kutatásait az olvasásra szánt részletekkel.
A műnek fakszimile kiadása ugyan máig nincs, azonban elektronikus formában már elérhető: Online.